# Classe Ariete (torpilleur italien)
Pour les autres classes de navires du même nom, voir Classe Ariete.
La Classe Ariete était une classe de torpilleurs italiens utilisés par la Regia Marina, durant la Seconde Guerre mondiale. 
Ils étaient des versions agrandies des torpilleurs de la classe Spica et conçus pour escorter les convois vers l'Afrique du Nord. Sur les 42 unités prévues, seize navires ont finalement été commandés mais un seul a été achevé au moment de l'armistice, le Ariete, construit dans les chantiers navals de Sestri Ponente (Cantiere navale di Sestri Ponente) et mis en service le 5 août 1943. Le navire homonyme fut également le seul à survivre à la guerre. Après la guerre, il a été cédé à la marine yougoslave (1949), et rebaptisé Durmitor'.
La plupart des autres navires ont été capturés et complétés par les Allemands, sont entrés en service dans la Kriegsmarine en tant que Torpedoboot Ausland et ont finalement été coulés au cours d'opérations dans la mer Égée et l'Adriatique. Le Fionda (rebaptisé TA46 par les Allemands) a été coulé à Fiume par un bombardier allié le 20 février 1945, en même temps que son navire-jumeau (sister ship) Balestra/TA47. Les deux navires n'étaient pas terminés à l'époque. Récupéré par les Yougoslaves en 1947, il est utilisé pour achever le TA47, qui entra en service dans la marine yougoslave sous le nom de Učka. Il a été désarmé en 1971.

## Conception et description
La Classe Ariete était une version agrandie des torpilleurs de la classe classe Spica. Ces navires avaient une longueur totale de 83,5  mètres, une largeur de 8,62 mètres et un tirant d'eau de 3,15 mètres. Ils déplaçaient 757 tonnes à charge normale, et 1168 tonnes à pleine charge. Leur effectif était de 150 officiers, sous-officiers et marins
Les Ariete étaient propulsés par deux turbines à vapeur à engrenages Parsons , chacune entraînant un arbre d'hélice et utilisant la vapeur fournie par deux chaudières. La puissance nominale des turbines était de 22 000 chevaux-vapeur (16 200  kW) pour une vitesse de 31,5 nœuds (58,34 km/h) en service.Ils avaient une autonomie de 1 500 milles nautiques (2 780 km) à une vitesse de 16 nœuds (29,7 km/h).
Leur batterie principale était composée de 2 canons 100/47 OTO Model 1937. La défense antiaérienne (AA) des navires de la classe Ariete était assurée par 3 x 2 canons Breda modèle 1935 de 20/70 mm et de 4 x 1 canon Breda modèle 1940 de 20/65 mm. Ils étaient équipés de 3 tubes lance-torpilles de 450 millimètres (21 pouces) dans deux supports jumelés au milieu du navire.  Les Ariete étaient également équipés de  2 lanceurs de charges de profondeur et d'un équipement pour le transport et la pose de 20 mines.

## Service
Une seule unité a été achevée avant l'armistice du 8 septembre 1943 (Armistice de Cassibile), le navire de tête de la classe Ariete, construit dans le chantier Ansaldo de Sestri Ponente où sa coque a été posée le 15 juillet 1942. L'unité a été lancée le 6 mars 1943 et est entrée en service le 5 août suivant. À la fin de la guerre, conformément aux clauses du traité de paix, elle a été cédée à la Yougoslavie le 30 avril 1949 en réparation des dommages de guerre et rebaptisée Durmitor.

## Torpedoboote Ausland
Les autres unités sont capturées par les Allemands qui les complètent en les incorporant à la Kriegsmarine sous le nom de Torpedoboote Ausland et sont perdues..
Le sort des torpilleurs Fionda et Balestra, rebaptisés TA 46 et TA 47, est plutôt curieux. Les deux navires incomplets étaient encore en construction à Rijeka lorsqu'ils ont été fortement endommagés lors d'un bombardement aérien de la ville le 20 février 1945. Récupéré par les Yougoslaves en 1947, le TA 46, d'abord rebaptisé Velebit, est mis au rebut et cannibalisé pour l'achèvement, entre 1948 et 1949, du TA 47, qui intègre la marine yougoslave sous le nom de Učka, servant jusqu'en 1967.
Alabarda
Le torpilleur Alabarda a été capturé par les Allemands lors de l'escale de septembre 1943, achevé et nommé TA 42, il a été coulé dans le port de Venise le 21 mars 1945 à la suite d'un bombardement aérien.
Arturo
Le torpilleur Arturo a été capturé par les Allemands le 9 septembre 1943 dans un état de préparation avancé, complété et nommé TA 24 ; il a été perdu au combat contre des unités britanniques dans le golfe de Gênes, le 18 mars 1945.
Auriga
Le torpilleur Auriga a été capturé par les Allemands le 9 septembre 1943 dans un état avancé d'armement, achevé et nommé TA 27, il a été coulé à Portoferraio le 9 juin 1944 à la suite d'un bombardement aérien allié.
Balestra
Le torpilleur Balestra, capturé par les Allemands lors de l'escale de septembre 1943, nommé TA 47 et gravement endommagé le 20 février 1945 par les bombes de l'aviation alliée au-dessus de Fiume, réclamé comme prise de guerre yougoslave, fut achevé, rebaptisé Učka et incorporé dans la marine yougoslave en 1950 comme torpilleur d'escorte, pour être désarmé en 1967.
Daga
Le torpilleur Daga, capturé par les Allemands en septembre 1943 alors qu'il était en état de préparation, achevé et nommé TA 39, a été auto-sabordé à Thessalonique en octobre 1944 après avoir subi de graves dommages après avoir heurté une mine le 16 octobre 1944.
Dragone
Le torpilleur Dragone, capturé par les Allemands le 9 septembre 1943 dans un état de préparation, achevé et nommé TA 30, a été coulé près de La Spezia le 15 juin 1944 par des torpilleurs britanniques.
Eridano
Le torpilleur Eridano, capturé par les Allemands le 9 septembre 1943 en état de préparation, achevé et nommé TA 29, a été perdu le 18 mars 1945 dans le golfe de Gênes lors d'un combat contre des unités britanniques.
Fronda
Le torpilleur Fionda, capturé par les Allemands, achevé et nommé TA 46, a été coulé le 20 février 1945, lors d'un bombardement allié sur Fiume ; proie de guerre yougoslave, il a été ramené à la surface en août 1947 mais n'a pas fait partie de la marine yougoslave, ayant été mis au rebut et cannibalisé pour l'achèvement d'une unité sœur, également proie de guerre yougoslave.
Gladio
Le torpilleur Gladio, capturé par les Allemands en septembre 1943 dans un état de préparation, achevé et nommé TA 37, a été coulé au combat par les destroyers britanniques Termagant et Tuscan près de Thessalonique, le 7 octobre 1944.
Lancia
Le torpilleur Lancia, capturé par les Allemands à l'escale en septembre 1943, achevé et nommé TA 41, a été détruit le 17 février 1945 à Trieste à la suite d'un bombardement aérien allié.
Pugnale
Le torpilleur Pugnale, capturé par les Allemands en septembre 1943 dans un état de préparation, achevé et nommé TA 40, a été auto-sabordé dans le port de Monfalcone le 4 mai 1945, après avoir été gravement endommagé par un raid aérien sur Trieste le 20 février 1945.
Rigel
Le torpilleur Rigel, capturé par les Allemands le 9 septembre 1943 dans un état de préparation, achevé et nommé TA 28, a été détruit à quai à Gênes le 4 septembre 1944 à la suite d'un bombardement aérien.
Spada
Le torpilleur Spada, capturé par les Allemands en septembre 1943 dans un état d'équipement, achevé et nommé TA 38, a été auto-sabordé près de Volo le 13 octobre 1944, après avoir subi de graves dommages à la suite d'un bombardement aérien.
Spica
Le torpilleur Spica, capturé par les Allemands en septembre 1943 dans un état de préparation, achevé et nommé TA 45 a été coulé le 13 avril 1945 par des torpilleurs britanniques dans le canal de Morlacca.
Stella Polare
Le torpilleur Stella Polare, capturé par les Allemands dans un état de préparation très avancé, après un sabotage, a été réparé, complété et nommé TA 36. Il a coulé le 18 mars 1944 dans la haute Adriatique après avoir heurté une mine.

## Unités
| Regia Marina - Classe Ariete | Regia Marina - Classe Ariete | Regia Marina - Classe Ariete | Regia Marina - Classe Ariete | Regia Marina - Classe Ariete | Regia Marina - Classe Ariete | Regia Marina - Classe Ariete | Regia Marina - Classe Ariete | Regia Marina - Classe Ariete             |
| Nom                          | Pennant number italien       | Pennant number allemand      | Chantier                     | Mis sur câle                 | Lancement                    | Mis en service               | Radié                        | Destin final                             |
| ---------------------------- | ---------------------------- | ---------------------------- | ---------------------------- | ---------------------------- | ---------------------------- | ---------------------------- | ---------------------------- | ---------------------------------------- |
| Alabarda                     | n/a                          | TA 42                        | CRDA Trieste                 | 24 mars 1943                 | 7 mai 1944                   | 27 septembre 1944            | 1947                         | Coulé le 21 mars 1945                    |
| Ariete                       | AE                           | n/a                          | Ansaldo Gênes                | 15 août 1942                 | 6 mars 1943                  | 5 août 1943                  | 1949                         | Transféré à la marine yougoslave en 1949 |
| Arturo                       | AO                           | TA 24                        | Ansaldo Gênes                | 15 juillet 1942              | 27 mars 1943                 | 4 octobre 1943               | 1947                         | Coulé le 18 mars 1945                    |
| Auriga                       | AG                           | TA 27                        | Ansaldo Gênes                | 15 juillet 1942              | 1er avril 1943               | 28 décembre 1943             | 1947                         | Coulé à Portoferraio le 9 juin 1944      |
| Balestra                     | n/a                          | TA 47                        | Quarnaro Fiume               | 9 mai 1942                   | /                            | /                            | 1947                         | Achevé par la Yougoslavie en 1949.       |
| Daga                         | /                            | TA 39                        | CRDA Trieste                 |                              | 15 juillet 1943              |                              | 1947                         | Coulé le 16 octobre 1944                 |
| Dragone                      | DR                           | TA 30                        | Ansaldo Gênes                |                              | 14 août 1943                 |                              | 1947                         | Coulé le 15 juin 1944                    |
| Eridano                      | ED                           | TA 29                        | Ansaldo Gênes                |                              | 12 juillet 1943              |                              | 1947                         | Coulé le 18 mars 1945                    |
| Fionda                       | /                            | TA 46                        | Quarnaro Fiume               | 27 juillet 1942              |                              |                              | 1947                         | Démoli en 1947                           |
| Gladio                       | /                            | TA 37                        | CRDA Trieste                 |                              | 15 juin 1943                 |                              | 1947                         | Coulé le 7 octobre 1944                  |
| Lancia                       | /                            | TA 41                        | CRDA Trieste                 |                              | 7 mai 1944                   |                              | 1947                         | Coulé le 17 février 1945                 |
| Pugnale                      | /                            | TA 40                        | CRDA Trieste                 |                              | 1er août 1944                |                              | 1947                         | Sabordé le 4 mai 1945                    |
| Rigel                        | RG                           | TA 28                        | Ansaldo Gênes                |                              | 22 mai 1943                  |                              | 1947                         | Coulé le 9 juin 1944                     |
| Spada                        | /                            | TA 38                        | CRDA Trieste                 |                              | 1er juillet 1943             |                              | 1947                         | Coulé le 13 octobre 1944                 |
| Spica                        | /                            | TA 45                        | Quarnaro Fiume               |                              | 30 janvier 1944              |                              | 1947                         | Coulé le 13 avril 1945                   |
| Stella Polare                | SR                           | TA 36                        | Quarnaro Fiume               |                              | 11 juillet 1943              |                              | 1947                         | Coulé le 18 mars 1944                    |

## Note et référence
- (it) Cet article est partiellement ou en totalité issu de l’article de Wikipédia en italien intitulé « Classe Ariete » (voir la liste des auteurs).

1. ↑  (en) Torpedoboote Ausland su www.german-navy.de sito non ufficiale della marina tedesca
2. 1 2 3 4 5 6 7 8 9 10 11 12 13 14  Sezione Torpediniere Sottosezione Torpediniere da costa Classe Ariete (1942-1949)